# Progomphus marcelae
Progomphus marcelae är en trollsländeart som beskrevs av Novelo-gutiérrez 2007. Progomphus marcelae ingår i släktet Progomphus och familjen flodtrollsländor. Inga underarter finns listade i Catalogue of Life.